# Acacia tawitawiensis
Acacia tawitawiensis é uma espécie de leguminosa do gênero Acacia, pertencente à família Fabaceae.